# Waterakkoord
Een waterakkoord is een vrijwillig instrument waarin partijen afspraken maken. De Waterwet spreekt van een instrument dat wordt vastgesteld met het oog op een samenhangend en doelmatig waterbeheer, waarin de overstijgende aspecten van het beheer ten opzichte van elkaar worden geregeld. Inhoudelijk ligt de nadruk in de akkoorden van oudsher op de waterkwantiteit van het oppervlaktewater, maar de afspraken kunnen ook gaan over waterkwaliteit en ecologie, waterveiligheid of energie. Dit is afhankelijk van de lokale context en wensen van de partijen die het waterakkoord opstellen. Ook de schaal waarop een waterakkoord wordt opgesteld is afhankelijk van benodigde afspraken en betrokken partijen. Dit kan zowel het lokale niveau als ook het regionale of interregionale niveau betreffen. Zo kan een waterakkoord afspraken bevatten tussen twee aan elkaar grenzende waterschappen, maar kan het ook betrekking hebben op bijvoorbeeld het gehele IJsselmeergebied en de waterbeherende partijen, waaronder Rijkswaterstaat, daaromheen.

## Wettelijke ontwikkeling
In de wet op de waterhuishouding, die in 2009 opging in de Waterwet, was het instrument verplicht voor afspraken over grensoverschrijdend water tussen waterbeheerders. Tevens waren enkele specifieke waterakkoorden verplicht en werden er eisen gesteld aan de inhoud van waterakkoorden. In de Waterwet is dit teruggebracht tot het noemen van waterakkoorden als het instrument om dergelijke afspraken te maken. Andere verplichtingen vervielen. In de Omgevingswet zal het waterakkoord niet meer terugkeren. Daarmee blijven waterakkoorden als onderlinge afspraken van kracht maar zijn het geen wettelijke instrument meer en gelden er geen vorm of anderen eisen.
Met de Leidraad Waterakkoorden 2018 en de bestuurlijke afspraak in het strategisch overleg Rijkswaterstaat – Unie van Waterschappen daarover om het waterakkoord als preferent instrument voor afspraken over grensoverschrijdend water tussen waterbeheerders te gebruiken heeft de sector hier zelf vorm aan gegeven.
In een waterakkoord leggen de deelnemende partijen hun onderlinge afspraken vast met betrekking tot het waterbeheer. Deelnemende partijen zijn meestal waterbeherende overheden: in de regel Rijkswaterstaat en waterschappen, maar ook provincies en gemeenten kunnen betrokken zijn. De kern van waterakkoorden is de samenwerking tussen partijen voor het bereiken van de doelen van het nationale en internationale (waterbeheer)beleid, waaronder de implementatie van de kaderrichtlijn water en WB21. Het instrument operationaliseert afspraken uit de beleidsplannen en is gericht op concrete uitvoering, anders dan regionale bestuursakkoorden, die vaak gericht zijn op beleidsafspraken.

## Afbakening
Waterbeheerders, andere overheidspartijen en private partijen maken veel afspraken waarin water een rol speelt of kan spelen. Zo zijn er waterakkoorden, samenwerkingsverbanden, afvalwaterakkoorden, intentieovereenkomsten en andere bestuurlijke formele en minder formele afspraken.
Uitgangspunt voor de invulling van een waterakkoord is dat afspraken worden opgenomen die aanvullend zijn op reeds vastgesteld beleid en vigerende regelingen, bijvoorbeeld toegespitst op de (ondersteuning van de) operationele uitvoering daarvan. Verder worden in een waterakkoord wel afspraken gemaakt, maar geen maatregelen uitgewerkt (die worden uitgewerkt in waterbeheerplannen/-programma’s of uitvoeringsplannen/-programma’s). Er kan wel voor gekozen worden om het proces voor het opstellen van een waterakkoord te benutten om afspraken te maken over maatregelen en uitvoering van andere trajecten (NBW, KRW, etc.). Afspraken over ruimtelijke aspecten maken op dit moment (eind 2018) geen onderdeel uit van een waterakkoord. Ruimtelijke planning vindt momenteel plaats met de instrumenten van de Wet ruimtelijke ordening en zal vanaf 2021 onderdeel uitmaken van de Omgevingswet.

## Bron
- infomil.nl
- Leidraad Waterakkoorden 2018